# Catellus
Catellus was volgens de legende, zoals beschreven door Geoffrey van Monmouth, koning van Brittannië van 262 v.Chr. - 256 v.Chr. Hij was de zoon van koning Gerennus en werd opgevolgd door zijn zoon Millus.